# Lesley Ashburner
Lesley Ashburner  (ur. 21 października 1883 w Filadelfii, zm. 12 listopada 1950 w Bethesda) – amerykański lekkoatleta specjalizujący się w biegach płotkarskich, medalista olimpijski.
W 1904 reprezentował barwy Stanów Zjednoczonych na rozegranych w Saint Louis letnich igrzyskach olimpijskich, podczas których zdobył brązowy medal w biegu na 110 metrów przez płotki.